# Barnens Regnskog
Barnens Regnskog (Regenwald der Kinder) ist eine schwedische gemeinnützige Organisation, welche 1987 gegründet wurde. Ihr Ziel ist es Gelder für die Erhaltung der Regenwälder zu sammeln. Dabei werden Projekte in Thailand, Guatemala, Belize und Ecuador unterstützt. Insgesamt wurden ca. 450 km² Regenwald geschützt. Spendenaktionen finden größtenteils in Schweden aber auch in Deutschland und den Vereinigten Staaten statt.

## Geschichte
Die Gründung der Organisation wurde durch Anstrengungen des neunjährigen Grundschülers Roland Tiensuu, seiner Lehrerin Eha Kern und ihrem Mann Bern Kern inspiriert. Im Jahr 1987 lud Eha Kern einen amerikanischen Biologen in ihre Schule nach Fagerviks in Sorunda (Nynäshamn Gemeinde) ein, damit er ihnen Bilder vom Monteverde Nebelwaldreservat zeigt. Der Vortrag wurde im Rahmen des Themas der Zerstörung der Regenwälder gehalten. Er hinterließ einen großen Eindruck bei den Kindern. Roland Tiensuu schlug vor, dass er und seine Mitschüler Gelder für das Reservat sammeln sollten. Sie begannen mit einem Kuchenverkauf. Damit konnten vier Hektar Regenwald gekauft werden. Weiteres Geld wurde durch die Kinder durch den Verkauf von Karten, Bildern und Basteleien eingesammelt. Bald danach wurde in tausenden von Schulen und Kirchen in Schweden Geld für den Regenwald gesammelt. Damit wurde die Barnens Regnskog Organisation gegründet.
Das Regenwaldreservat der Barnens Regnskog wurde 1989 im Monteverde Reservat eröffnet. Heute umfasst es eine Fläche von 300 km².

## Auszeichnungen
- 1990 Âret Runt
- 1990 Preis für soziale Innovation von der schwedischen Zeitung Svenska Dagbladet
- 1991 Goldman Environmental Prize[3]